# Alfred Rehder
Alfred Rehder ( 4 de septiembre de 1863 Waldenburg, Sajonia - 25 de julio de 1949 Boston) fue un horticultor y taxónomo botánico estadounidense de origen alemán.
Trabajó en el Arboretum Arnold, Univ. de Harvard . Rehder era un periodista alemán que había sido originalmente contratado como operario en el Arboretum. Su talento para la taxonomía hortícola fue pronto reconocida. Así fue enviado a Europa para adquirir textos para la Biblioteca del Arboretum.
De 1918 a 1940, fue conservador del arboretum.
En 1919, al dar comienzo el Journal del Arnold Arboretum, Rehder fue coeditor, con el director del Arboretum, Charles Sprague Sargent. Rehder produjo una nueva edición del Manual de Árboles y Arbustos Cultivados y fue autor de
- Bibliography of Cultivated Trees and Shrubs y de
- The Bradley bibliography.[1][2] Y fue coautor, con Ernest Henry Wilson, de
- Plantae Wilsonianae y de
- A Monograph of Azaleas.[3]

Rehder creó el primer sistema de zonas isotérmicas para EE. UU. que vinculaba las Tº promedio invernales mínimas con la rusticidad de plantas específicas. Tal sistema, junto con el otro sistema desarrollado por Vladimir Koppen, fueron la base de todos los actuales mapas de zonas climáticas
Es considerado el padre de la dendrología.

## Honores

### Epónimos
Harold N. Moldenke (1909-1996) le dedica el género Rehdera de la familia de las Verbenaceae en 1936; Hu Xiansu (1894-1968), el género Rehderodendron de la familia de las Styracaceae en 1932; y Max Burret (1883-1964), el género Rehderophoenix de las Arecaceae en 1936.
- La abreviatura «Rehder» se emplea para indicar a Alfred Rehder como autoridad en la descripción y clasificación científica de los vegetales.[4]